# Хор: Живой концерт в 3D
Хор: Живой концерт в 3D (англ. Glee: The 3D Concert Movie) — документальный фильм режиссёра Кевина Танчароена, снятый в формате 3D во время четырёхнедельного концертного тура Glee Live! In Concert! актёров американского музыкального телесериала «Хор», где они предстают в образе своих персонажей.

## Синопсис
В фильме показан живой концерт хора «Новые горизонты» вымышленной школы МакКинли, проводимый в Ист-Рутерфорде, Нью-Джерси, с сет-листом первого и второго сезонов телесериала. Помимо выступлений, в фильм включены закулисные съёмки, а также съёмки поклонников, показывающие, как сериал влияет на фанатов: гомосексуала, подростка с синдромом Аспергера и участницу команды поддержки, комплексовавшую из-за того, что она — девушка-карлик.

## В ролях
| Актёр             | Роль               |
| ----------------- | ------------------ |
| Дианна Агрон      | Куинн Фабре        |
| Крис Колфер       | Курт Хаммел        |
| Даррен Крисс      | Блейн Андерсон     |
| Эшли Финк         | Лоурен Зайзис      |
| Кевин Макхейл     | Арти Абрамс        |
| Эмбер Райли       | Мерседес Джонс     |
| Лиа Мишель        | Рейчел Берри       |
| Кори Монтейт      | Финн Хадсон        |
| Хизер Моррис      | Бриттани Пирс      |
| Корд Оверстрит    | Сэм Эванс          |
| Ная Ривера        | Сантана Лопес      |
| Марк Саллинг      | Ной «Пак» Пакерман |
| Гарри Шам-младший | Майк Чанг          |
| Гвинет Пэлтроу    | Холли Холлидей     |
| Джейн Линч        | Сью Сильвестр      |

## Создание

### Концепция
Стартовавшая в мае 2010 года первая часть концертного тура Glee Live! In Concert! оказалась успешной и включала в себя тринадцать концертов в Северной Америке. Райан Мёрфи запланировал на май 2011 года начало второй части тура с добавлением трёх новых актёров второго сезона, а также расширением географии выступлений до Европы. В начале мая 2011 года было анонсировано, что Мёрфи в сотрудничестве с компанией 20th Century Fox выпустит полнометражный концертный фильм в формате 3D, а его режиссёром станет Кевин Танчароен. В фильм войдёт материал, снятый во время североамериканской части турне. Райан Мёрфи рассказал, что число мест, которые могли бы посетить актёры во время Glee Live! In Concert! ограничено, а потому решение снять документальный концертный фильм вместо художественного он счёл наиболее рациональным, так как это даст возможность увидеть концерт тем, кто не смог попасть на живое выступление. Гэри Ньюман, председатель 20th Century Fox добавил, что решение Мёрфи подкреплялось просьбами поклонников, которые задавали вопросы в духе «Почему вы не дали концерт в моём городе?», в то время как организаторы физически не могли учесть все пожелания, а первая часть турне прошла только в четырёх городах страны. Ньюман также отметил, что формат 3D был выбран с целью добиться эффекта «полного погружения», что позволило бы увеличить популярность проекта среди подростков, на которых и рассчитан фильм.

### Съёмки
Съёмки концертного видео проходили 16-17 июня в концертном зале Айзод-центр в Ист-Рутерфорде, штат Нью-Джерси на 3D-видеокамеру Cameron-Pace Group оператором Гленом Макферсоном. Он использовал семь Fusion 3D установок, в том числе скайкам, стедикам и текнокран. Постпродакшн фильма, монтаж и коррекция звука заняли шесть недель. Хотя бюджет, затраченный на обработку материал не раскрывался, Винс Пейс, отвечавший за работу, в интервью рассказал, что он был примерно на 40 % ниже, чем у других похожих фильмов, таких как «Ханна Монтана и Майли Сайрус: Концертный тур «Две жизни»» и ''Jonas Brothers: The 3D Concert Experience''.

### Выход и реакция
Предварительный показ фильма для прессы и вечеринка по случаю премьеры состоялись в Лос-Анджелесе 6 августа 2011 года. Открытая премьера фильма состоялась днём позднее, а прокат стартовал 12 августа в 3D-кинотеатрах в течение двух недель. В нескольких кинотеатрах был организован предварительный показ, начиная с 10 августа. В Великобритании фильм вышел неделей позже и прокат также не превышал двух недель.
Отзывы критиков о картине были смешанными. Сайт Metacritic выставил картине 48 баллов из 100; на сайте Rotten Tomatoes рейтинг фильма составляет 60 % со средней оценкой 5.7/10 на основе 84 рецензий, в которых, в частности, упоминалось, что «у зрителей, незнакомых с сериалом, фильм вызовет недоумение, в то время как поклонники получат именно то, что ожидают». Фильм вышел исключительно в формате 3D в 2040 кинотеатрах по всему миру и в первый выходной заработал $ 5,7 млн, что стало примерно в два раза меньше, чем ожидали создатели. За две недели проката фильм собрал $ 15, 298, 911 при бюджете в $ 9 млн.

## Саундтрек
Список композиций
| №   | Название                                | Оригинал                                                         | Длительность |
| --- | --------------------------------------- | ---------------------------------------------------------------- | ------------ |
| 1.  | «Don't Stop Believin'»                  | Journey                                                          | 4:00         |
| 2.  | «Dog Days Are Over (бонус-трек)»        | Florence and the Machine                                         | 2:58         |
| 3.  | «Sing»                                  | My Chemical Romance                                              | 2:40         |
| 4.  | «I'm a Slave 4 U»                       | Бритни Спирс                                                     | 3:23         |
| 5.  | «Fat Bottomed Girls»                    | Queen                                                            | 2:20         |
| 6.  | «I Want to Hold Your Hand»              | версия Терезы Виктории Капио из фильма 2007 года Через Вселенную | 3:08         |
| 7.  | «Ain't No Way»                          | Арета Франклин                                                   | 3:08         |
| 8.  | «P.Y.T. (Pretty Young Thing)»           | Майкл Джексон                                                    | 2:42         |
| 9.  | «Born This Way»                         | Леди Гага                                                        | 3:59         |
| 10. | «Firework»                              | Кэти Перри                                                       | 2:44         |
| 11. | «Teenage Dream»                         | Кэти Перри                                                       | 2:30         |
| 12. | «Silly Love Songs»                      | Пол Маккартни и Wings                                            | 2:33         |
| 13. | «Raise Your Glass»                      | Pink                                                             | 2:25         |
| 14. | «Happy Days Are Here Again / Get Happy» | Барбра Стрейзанд / Джуди Гарленд                                 | 2:51         |
| 15. | «Lucky»                                 | Джейсон Мраз                                                     | 2:09         |
| 16. | «River Deep - Mountain High»            | Айк и Тина Тёрнеры                                               | 2:40         |
| 17. | «Forget You»                            | Cee Lo Green                                                     | 2:42         |
| 18. | «Don't Rain on My Parade»               | Барбра Стрейзанд                                                 | 2:42         |
| 19. | «Jessie's Girl»                         | Рик Спрингфилд                                                   | 1:59         |
| 20. | «Valerie»                               | Марк Ронсон при участии Эми Уайнхаус                             | 2:06         |
| 21. | «Loser Like Me»                         | оригинальная композиция                                          | 3:45         |
| 22. | «Safety Dance»                          | Men Without Hats                                                 | 2:34         |
| 23. | «Somebody to Love»                      | Queen                                                            | 4:14         |